# 小無鰭蛇鰻
小無鰭蛇鰻為輻鰭魚綱鰻鱺目糯鰻亞目蛇鰻科的其中一種，分布於西大西洋區，從美國北卡羅萊納州至佛羅里達州及巴哈馬群島海域，棲息深度可達200公尺，體長可達54公分，棲息在沙泥底質海域，會將身體躲藏於泥沙中，屬肉食性。

## 擴展閱讀
維基物種上的相關：小無鰭蛇鰻